# Цэрэнбямбын Отгонбилэг
Цэрэнбямбын Отгонбилэг (монг. Цэрэнбямбын Отгонбилэг; род. 18 марта 1997) — монгольский шашист (международные шашки), серебряный призёр чемпионата Азии 2018. На национальных чемпионатах выиграл две серебряные медали (2015, 2017). Мастер ФМЖД. FMJD-Id: 17373. Тренируется своим братом.
Дебютировал на чемпионате мира по международным шашкам в 2019 году (17 место).
На чемпионатах Азии в 2015 году стал четвёртым, в 2016 году финишировал на седьмом месте, в 2017 году занял пятое место, а в 2018 завоевал серебряную медаль.